# محمد أحمد المحجوب
محمد أحمد المحجوب، شاعر و مؤلف و مهندس و محامي وقاض وسياسي. قاد حزب الأمة ورأس مجلس وزراء السودان. ولد عام 1908 و توفي عام 1976.

## نشأته و تعليمه
ولد عام 1908م بمدينة الدويم بولاية النيل الأبيض . عاش في كنف خاله محمد عبد الحليم، والد عبد الحليم، وكان جده لأمه عبد الحليم مساعد الساعد الأيمن لقائد المهدية عبد الرحمن النجومي. تلقى تعليمه الأولي في الخلوة فالكتاب بالدويم ثم إلى مدرسة أم درمان الوسطي.. تخرج في كلية الهندسة بكلية غوردون التذكارية عام 1929م، وعمل بمصلحة الأشغال مهندسا اهتم بالدراسات الإنسانية والتحلق بكلية القانون ونال الإجازة في الحقوق عام 1938م، عمل في مجال القضاء حتى استقال عام 1946م، ليعمل بالمحاماة .

## عمله بالسياسة
انتخب عضواً بالجمعية التشريعية عام 1947 واستقال منها عام 1948م. سطع نجمه السياسي كأحد القيادات في حزب الأمة وناضل من أجل استقلال السودان تحت شعار السودان للسودانين تدرج في المناصب القيادية في الحزب والدولة تولى منصب وزارة الخارجية عام 1957م وفي حكومة ثورة أكتوبر 1964م تولّى منصب وزارة الخارجية في عام، خاطب الجمعية العامة للأمم المتحدة بعد العدوان الإسرائيلي عامي 1956 والنكسة 1967 م وألقى خطبة عصماء باسم الدول العربية وفي فترة الديمقراطية الثانية تولّى منصب رئيس الوزراء عام 1967م، وتولّى المنصب مرة أخرى عام 1968م إلى جانب مهام وزير الخارجية.
وعقدت في فترته القمة العربية صاحبة اللاءات الثلاث واستطاع بحنكته وخبرته التوسط بين الملك فيصل و جمال عبد الناصر وإزالة الخلافات بينهما
نشأ محمد أحمد محجوب كغيره من أبناء ذلك الزمان في مطلع القرن العشرين والبلاد قد ودعت الحكم الوطني بعد غروب شمس الدولة المهدية وخضوع السودان لسيطرة الحكم الثنائي «الإنجليزي.. المصري». وتغيب عن مصادر الدراسات السودانية تفاصيل حياته الأولى، وحتى النشرة التعريفية التي قام بإعدادها الدكتور محمد الواثق الذي ترأس قسم اللغة العربية بجامعة الخرطوم خلت صفحاتها من ذكر مراحل تعليم محمد أحمد المحجوب الدنيا.
والثابت كما ذكرنا أنه ولد في مدينة الدويم عام 1908م، وتخرج في قسم الهندسة بكلية غوردون عام 1929م، والتحق بمدرسة الحقوق حيث تخرج فيها سنة 1938م.
ومن الواضح أن سيرة حياته منذ ميلاده بالدويم وحتى دخوله كلية غردون بالخرطوم، لم تشهد أحداثاً غير عادية، فلم نجد في سيرة حياته ما يشير إلى هذه الفترة من عمره، ولم يبدأ الاهتمام بشخصية محمد أحمد محجوب إلا بعد دخوله كلية غوردون التي كانت تمثل غاية الطموح لكل شاب في ذلك العصر .

## الأدب و الشعر
كتب في الكثير من المجلات والصحف أشهرها حضارة السودان والنهضة ثم الفجر، زاوج ما بين السياسة والقانون والفكر والأدب وكان شاعرا لا يشق له غبار. 
من مؤلفاته كتاب (الحكومة المحلية), و اشترك مع الدكتور عبد الحليم محمد في كتاب (موت دنيا) و كتاب (نحو الغد) وكتاب الحركة الفكرية في السودان إلى أين تتجه, (الديمقراطية في الميزان) باللغة الإنجليزية Democracy on Trial وله أشعار كثيرة ومؤلفات أدبية مثل ديوان (الفردوس المفقود). ..( قصة قلب).... بيروت 1961م. (قلب وتجارب)... بيروت 1964م. (الفردوس المفقود)... بيروت 1969م. مسبحتي ودني.. القاهرة 1972م. 
هذا عدا المقالات والخطب المتعددة داخل البرلمانات السودانية المتعاقبة أو في أروقة الأمم المتحدة ومنظمة الدول الأفريقية. كان زعيم المعارضة داخل البرلمان، ويوم إعلان الاستقلال واحد يناير 1956م قال جملته المشهورة وهي (لا معارضة اليوم) .
والنقد الأدبي باللغة العربية. الذي شغل منصب رئيس دولة السودان بين عامي 1955 و1956 ورئيسًا للسودان في عام 1956؛وسرعان ما استقال، منهيا بذلك الفترة الأولى من الحكم العسكري في السودان.

## وفاته
توفي عام 1976م

## روابط خارجية
- محمد أحمد المحجوب على موقع الموسوعة البريطانية (الإنجليزية)
- محمد أحمد المحجوب على موقع مونزينجر (الألمانية)